# Mirninskij ulus
Il Mirninskij ulus è un ulus (distretto) della Repubblica Autonoma della Jacuzia-Sacha, nella Russia siberiana orientale; il capoluogo è la città di Mirnyj.
Confina con gli ulus Olenëkskij a nord, Lenskij a sud, Suntarskij e Njurbinskij ad est; a ovest confina con il territorio del Kraj di Krasnojarsk.
Il territorio si estende nella parte sudoccidentale della Repubblica, fra il bassopiano della Jacuzia centrale e le falde orientali dell'altopiano della Siberia centrale.
Il capoluogo è la città di Mirnyj, che è considerata amministrativamente a sé stante; altri centri di qualche rilievo sono gli insediamenti di tipo urbano di Černyševskij, Ajchal, Almaznyj, Svetlyj e la città di Udačnyj.